# Federico Pereyra (pallavolista)
Federico Pereyra (San Juan, 19 giugno 1988) è un pallavolista argentino, opposto dell'Emma Villas.

## Carriera

### Club
La carriera di Federico Pereyra inizia nella stagione 2006-07 nel Boca Juniors, militante nella Liga A1 de Vóley argentina. Per il campionato 2007-08 si trasferisce in Grecia, ingaggiato dal Kīfisia, nella A1 Ethnikī, mentre in quello successivo gioca per gli spagnoli del Río Duero Soria, in Superliga de Voleibol Masculina.
Nell'annata 2009-10 ritorna in patria, al Bolívar, sempre nella massima divisione, con cui, in due stagioni di permanenza, vince la Coppa ACLAV 2009, lo scudetto 2009-10 e il campionato sudamericano per club 2010, dove vince anche il premio come miglior realizzatore. Nel campionato 2011-12 veste la maglia del Funadem, nella Superliga Série A (maschile) brasiliana, per poi trasferirsi, nel 2012, all'Shabab Al-Ahli: tuttavia l'esperienza negli Emirati Arabi Uniti si conclude a metà campionato, venendo ceduto al Brolo, nella Serie A2 italiana.
Nell'annata 2013-14 si accorda con il club belga del Maaseik, in Liga A, per poi giocare, in quella 2014-15, nella Super League iraniana con il Mizan Khorasan; per il campionato 2015-16 è nuovamente al Maaseik.
Nella stagione 2016-17 ritorna in Argentina, all'Obras Sanitarias, per poi disputare quella 2017-18 con il Lomas e quella 2018-19 con il Monteros, sempre in Liga Argentina de Voleibol.
Per il campionato 2019-20 viene ingaggiato dall'Al-Hilal, militante nella Saudi Arabia Super League, mentre in quello successivo è all'Al-Ahly Tripoli. Nella stagione 2021-22 difende i colori dello Shahdab Yazd, in Super League, ma a metà annata viene ceduto all'UPCN, con cui conquista lo scudetto. Nella stagione 2022-23 firma per l'Emma Villas, neopromossa nella Superlega italiana.

### Nazionale
Nel biennio 2004-2005 è convocato nella nazionale argentina under 19 con cui vince la medaglia d'argento al campionato continentale 2004 e arriva quarto al campionato mondiale 2005, mentre nel biennio 2006-2007 è in quella under 21, conquistando l'argento al campionato sudamericano 2006 e giungendo quinto al campionato mondiale 2007.
Nel 2009 ottiene le prime convocazioni nella nazionale maggiore, con cui si aggiudica, nello stesso anno, la medaglia d'argento al campionato sudamericano. Nel 2010 conquista l'argento alla Coppa Panamericana, mentre nel 2011 il bronzo al campionato continentale e ai XVI Giochi panamericani. Nell'edizione 2013 del campionato sudamericano vince la sua terza medaglia d'argento consecutiva. Nel 2021, ai Giochi della XXXII Olimpiade, ottiene la medaglia di bronzo.

## Palmarès

### Club
- Campionato argentino: 2

2009-10, 2021-22
- Coppa ACLAV: 1

2009
- Campionato sudamericano per club: 1

2010

### Nazionale (competizioni minori)
- Campionato sudamericano under 19 2004
- Campionato sudamericano under 21 2006
- Coppa Panamericana 2010
- Giochi panamericani 2011
- Memorial Hubert Wagner 2012

### Premi individuali
- 2010 - Campionato mondiale per club 2010: Miglior realizzatore